# Indotyphlops jerdoni
Espèce
Synonymes
- Typhlops jerdoni Boulenger, 1890
- Typhlops diversiceps Annandale, 1912

Indotyphlops jerdoni est une espèce de serpents de la famille des Typhlopidae. 

## Répartition
Cette espèce se rencontre au Népal, en Inde dans l’État d'Assam, au Bhoutan et en Birmanie.

## Description
L'holotype d'Indotyphlops jerdoni mesure 230 mm dont environ 5 mm pour la queue. Cette espèce a la face dorsale brune, la face ventrale reprenant la même couleur mais en plus clair.

## Étymologie
Son nom d'espèce lui a été donné en l'honneur de Thomas Caverhill Jerdon.

## Publication originale
- Boulenger, 1890 : The Fauna of British India, Including Ceylon and Burma. Reptilia and Batrachia, p. 1-541 (texte intégral).